# 卡舒埃拉杜斯因迪奥斯
卡舒埃拉杜斯因迪奥斯是巴西帕拉伊巴州的一个市镇。总面积172.906平方公里，总人口8218人，人口密度47.5人/平方公里。